# 최고로 멋진 남자 2
최고로 멋진 남자 2는 1971년 공개된 대한민국의 영화이다.

## 배역
- 신성일
- 윤정희